# Galt Canadians
Galt Canadians byl kanadský juniorský klub ledního hokeje, který sídlil v Galtu v provincii Ontario. V letech 1943–1944 působil v juniorské soutěži Ontario Hockey Association (později Ontario Hockey League). Zanikl v roce 1944 po přetvoření frančízy v nový tým Galt Red Wings. Své domácí zápasy odehrával v hale Galt Arena Gardens s kapacitou 1 100 diváků.
Nejznámější hráči, kteří prošli týmem, byli např.: Pete Babando, Lee Fogolin, Nels Podolsky nebo Barry Sullivan.

## Přehled ligové účasti
Zdroj: 
- 1943–1944: Ontario Hockey Association